# 1714 год в науке
В 1714 году в науке и технике произошло несколько значимых событий.

## Математика
- Март — Роджер Котс опубликовал в «Философских трудах Королевского общества» статью «Logometrica», в которой:
  - впервые дал детальное описание радианной меры углов[1];
  - представил первое доказательство того, что теперь известно как формула Эйлера;
  - построил логарифмическую спираль.
- Май — Брук Тейлор опубликовал в «Философских трудах Королевского общества» статью, написанную в 1708 году, в которой описал своё решение проблемы центра колебаний[англ.][2].
- Готфрид Лейбниц обсудил гармонический треугольник[англ.][3].

## Медицина
- 14 апреля — Анна, королева Великобритании, выполнила последнее в истории касание[уточнить] для лечения золотухи[4].
- Доминик Анель впервые в хирургии использовал тонкий заострённый шприц, названный его именем.
- Герман Бургаве ввёл в Лейденском университете современную систему клинического обучения.
- Впервые опубликованы анатомические гравюры Бартоломео Эустахио, умершего в 1574 году[5].

## Философия
- Готфрид Лейбниц написал работу «Монадология».

## Технологии
- Генри Милль пытался получить на британский патент на «Машину для расшифровки письма», напоминающую пишущую машинку.

## Мероприятия
- Июль — Парламент Великобритании предложил Longitude rewards[англ.] для тех, кто может решить проблему точного определения долготы корабля.

## Родились
- 21 января — Анна Моранди Манцолини, итальянский анатом и скульптор (умерла в 1774)
- 6 января — Персивелл Потт, английский хирург (умер в 1788)
- 17 июня — Цезарь Франсуа Кассини, французский астроном и геодезист (умер в 1784)
- 6 сентября — Роберт Витт, шотландский врач, автор первого сообщения о случае туберкулёзного менингита (умер в 1766)
- 16 октября — Джованни Ардуино, «отец итальянской геологии» (умер в 1795)
- 25 октября — Джеймс Бёрнетт, лорд Монбоддо, шотландский философ и эволюционный мыслитель (умер в 1799)
- 19 декабря — Джон Уинтроп, американский астроном (умер в 1779)
- 31 декабря — Арима Ёриюки, японский математик (умер в 1783)
- дата неизвестна — Александр Уилсон, шотландский хирург, астроном, метеоролог и математик, основатель словолитни (умер в 1786)

## Умерли
- 5 октября — Кайбара Эккэн, японский врач и философ (род. в 1630)
- 1 ноября — Джон Рэдклифф, английский врач и благотворитель (род. в 1652)
- 5 ноября — Бернардино Рамадзини, итальянский врач (род. в 1633)